# 朱仁堪
朱仁堪（1914年12月5日—？），男，江苏苏州人，中国电机制造专家。曾任中国电机工程学会理事，中国电工技术学会理事。

## 生平
朱仁堪1936年毕业于上海交通大学电机工程系，1946年获美国麻省理工学院电机工程硕士学位。畢業後在哈尔滨电机厂、哈尔滨大电机研究所、东方电机厂等地工作。1984年成為电气与电子工程师学会高级会员。